# Halenkov
Obec Halenkov se nachází v okrese Vsetín ve Zlínském kraji. Žije zde přibližně 2 400 obyvatel.

## Historie
Halenkov byl založen v roce 1654 Jiřím Illésházym, uherským šlechticem, který koupil roku 1652 vsetínské panství.

## Obecní správa

#### Zastupitelstvo a starosta
V Halenkově je od roku 2018 starostou Ing. Radek Chromčák, obec má celkem 15 zastupitelů.
V roce 2018 byla volební účast 53,02 %, volební účast v roce 2014 byla 50,76 %.

## Pamětihodnosti
- Kostel Povýšení svatého Kříže
- Krucifix u kostela
- Skulptura s kovovými reliéfy - dílo od Karla Fischera na návsi v centru obce[7]

## Fotogalerie

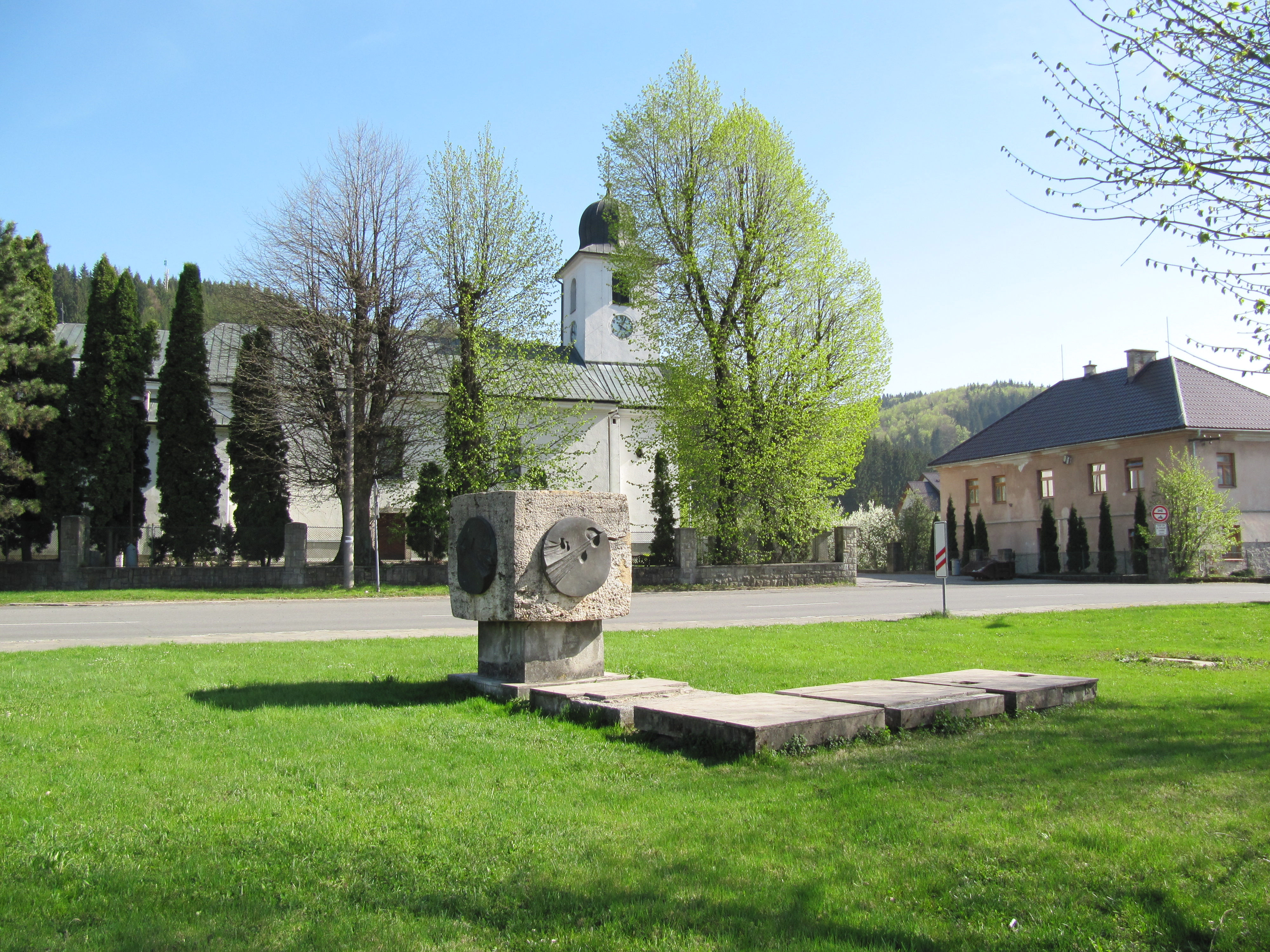
Náves
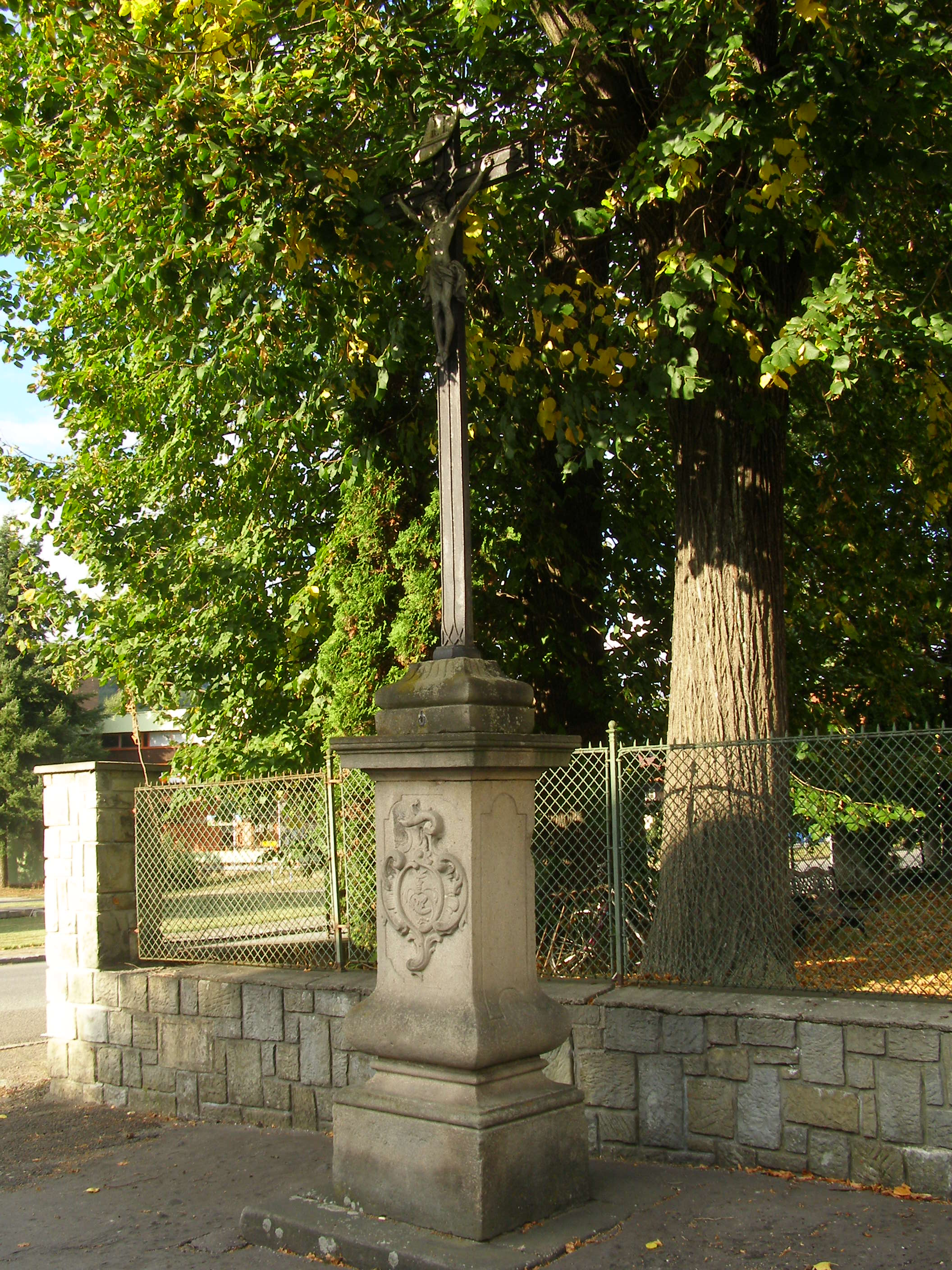
Kříž
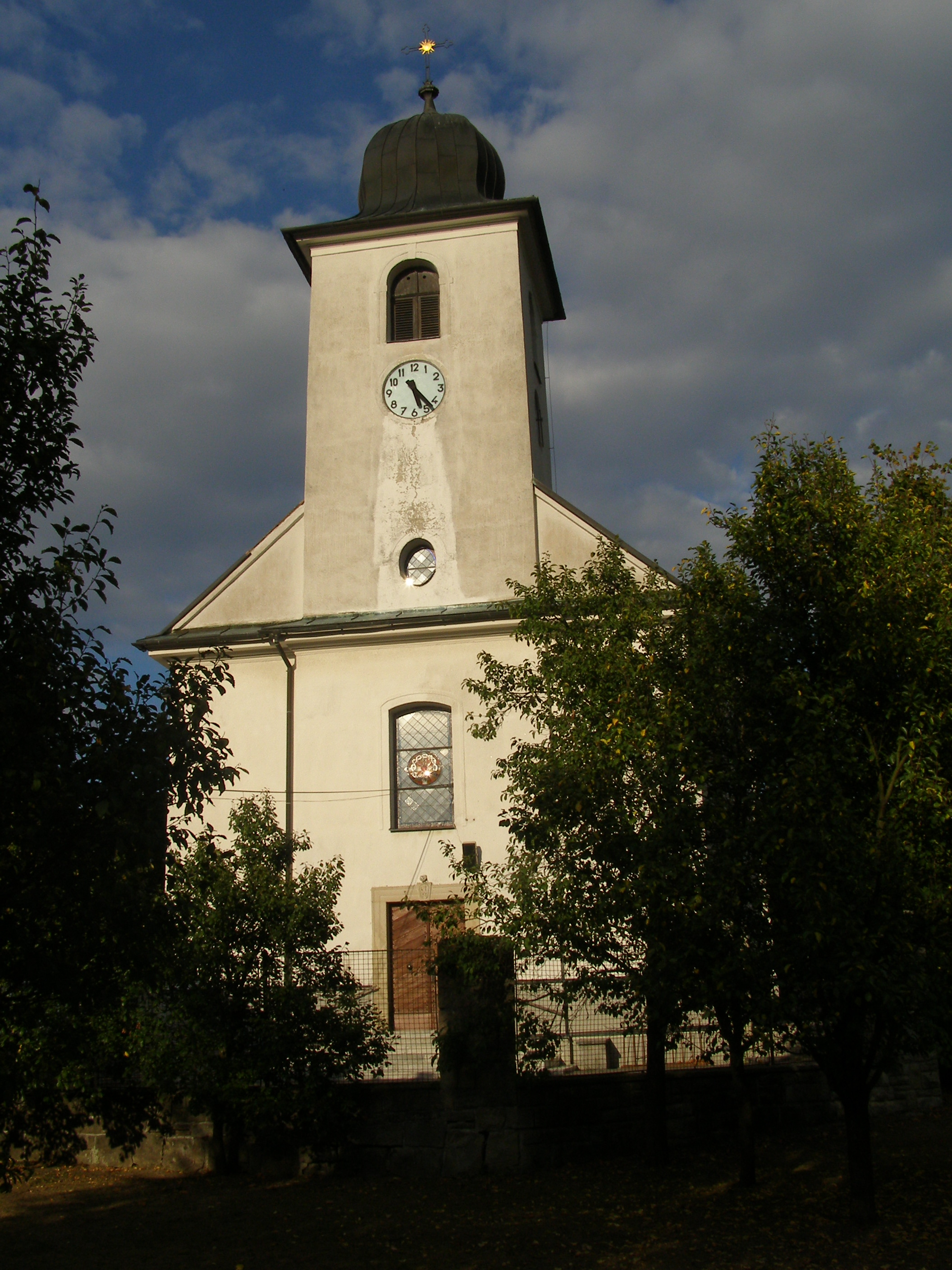
Kostel
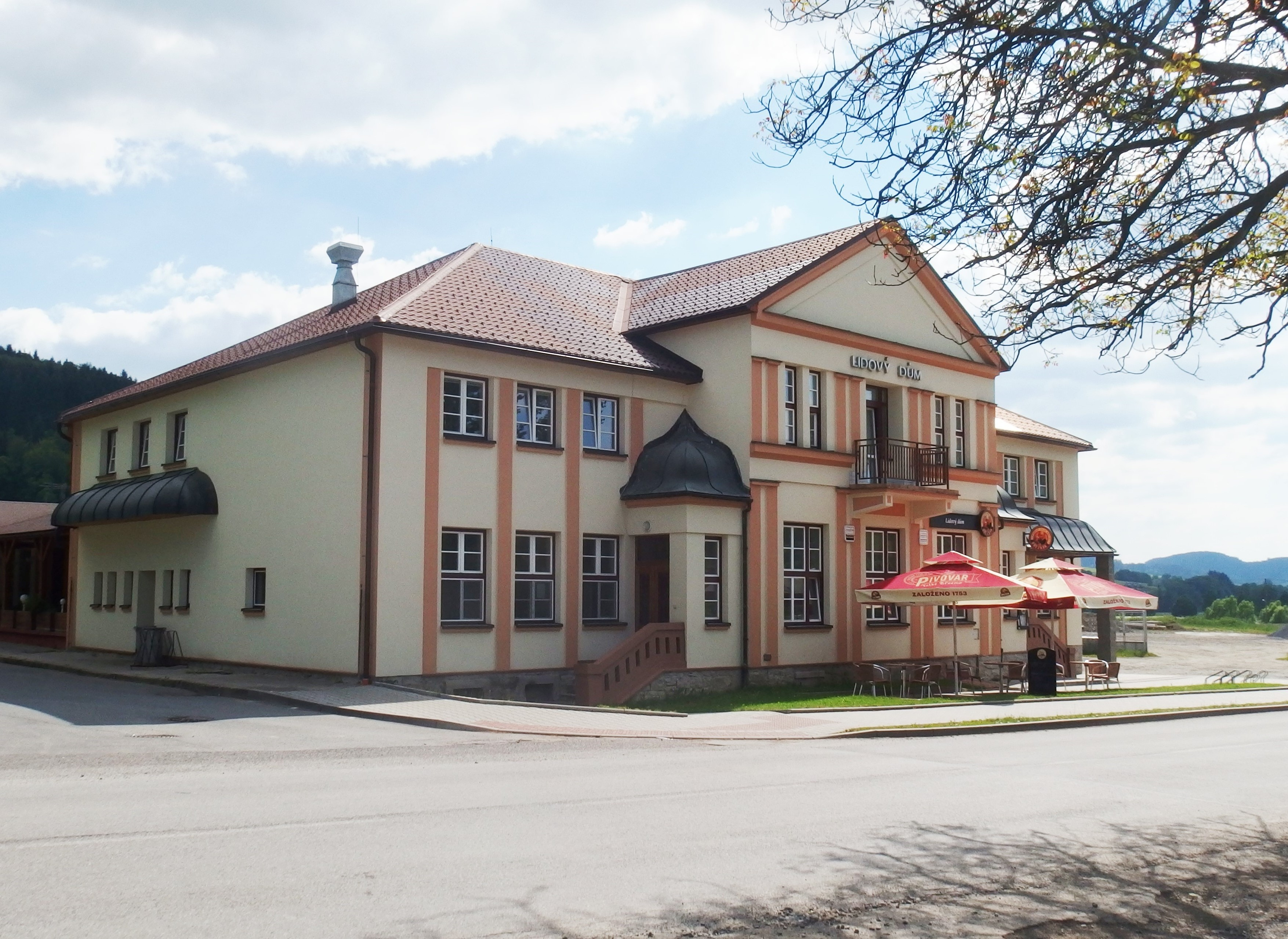
Lidový dům
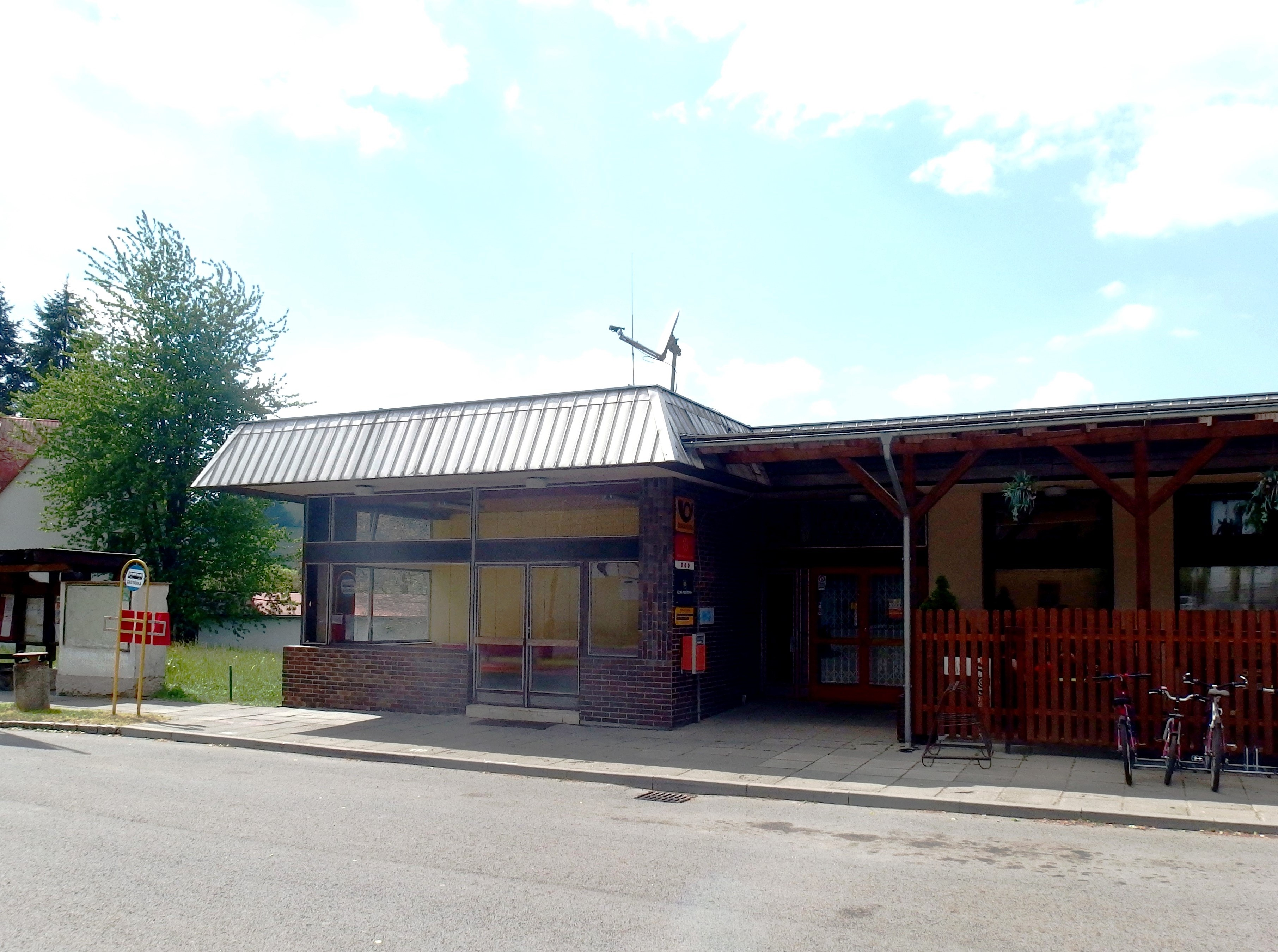
Pošta
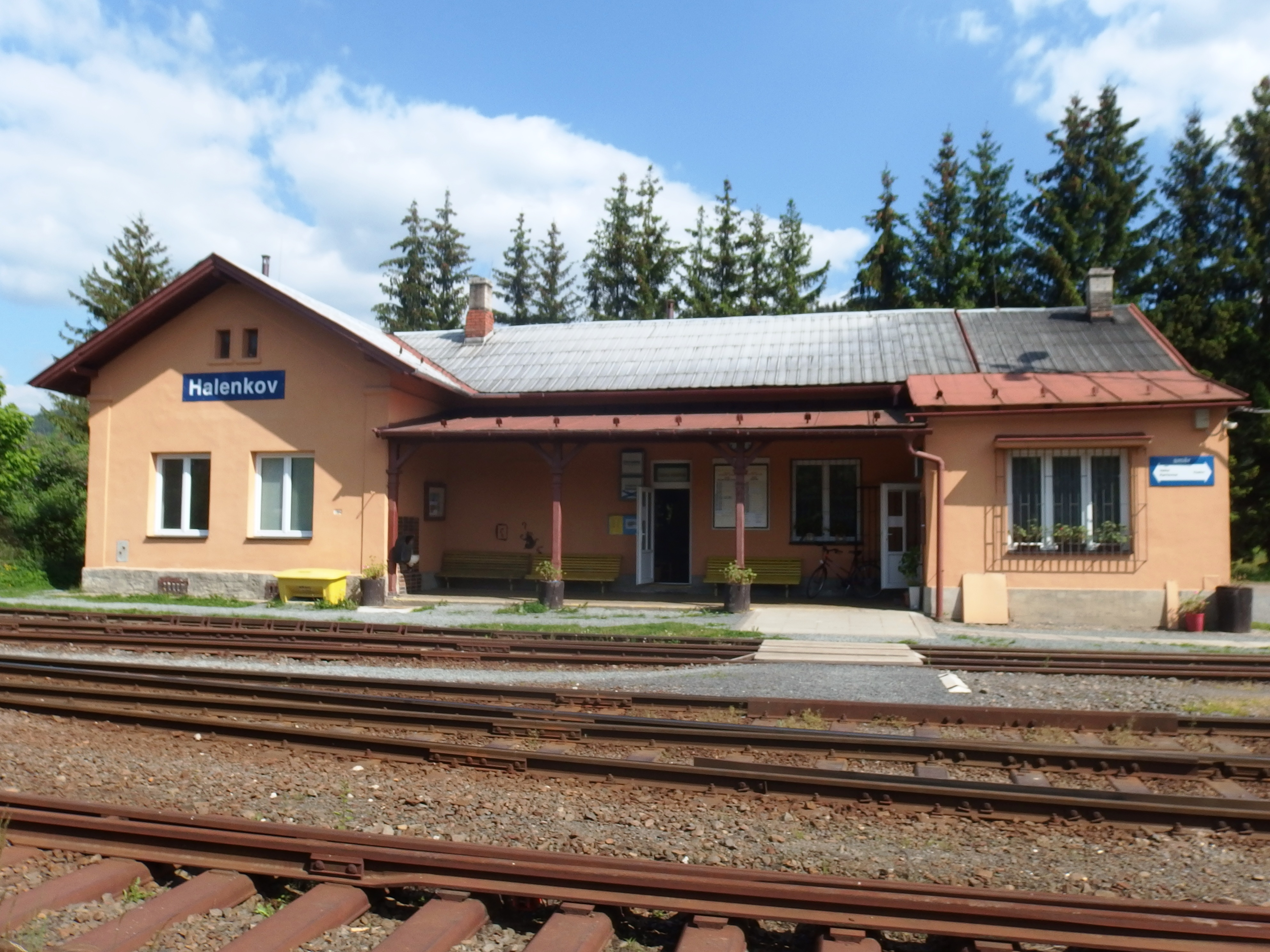
Nádraží
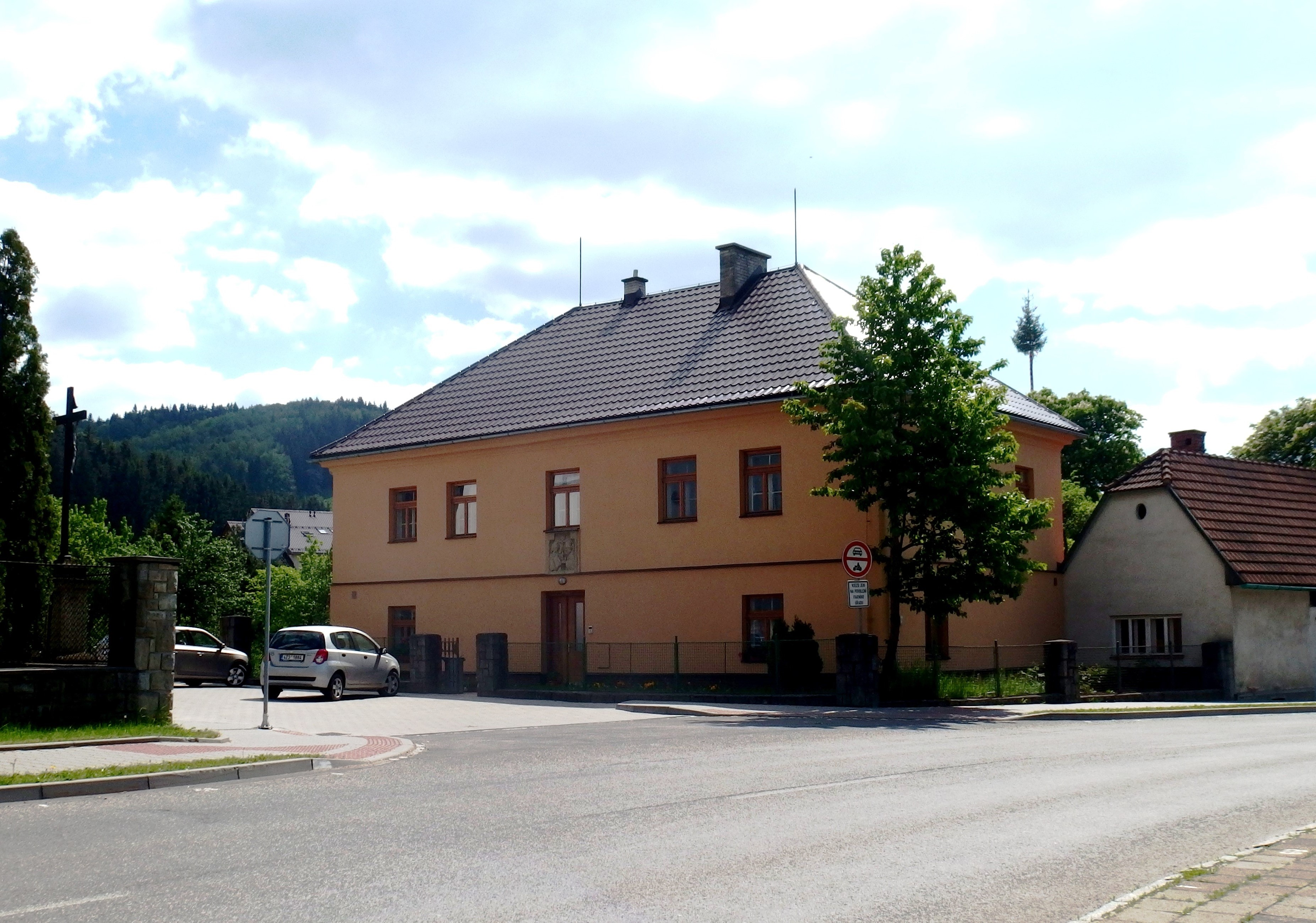
Fara
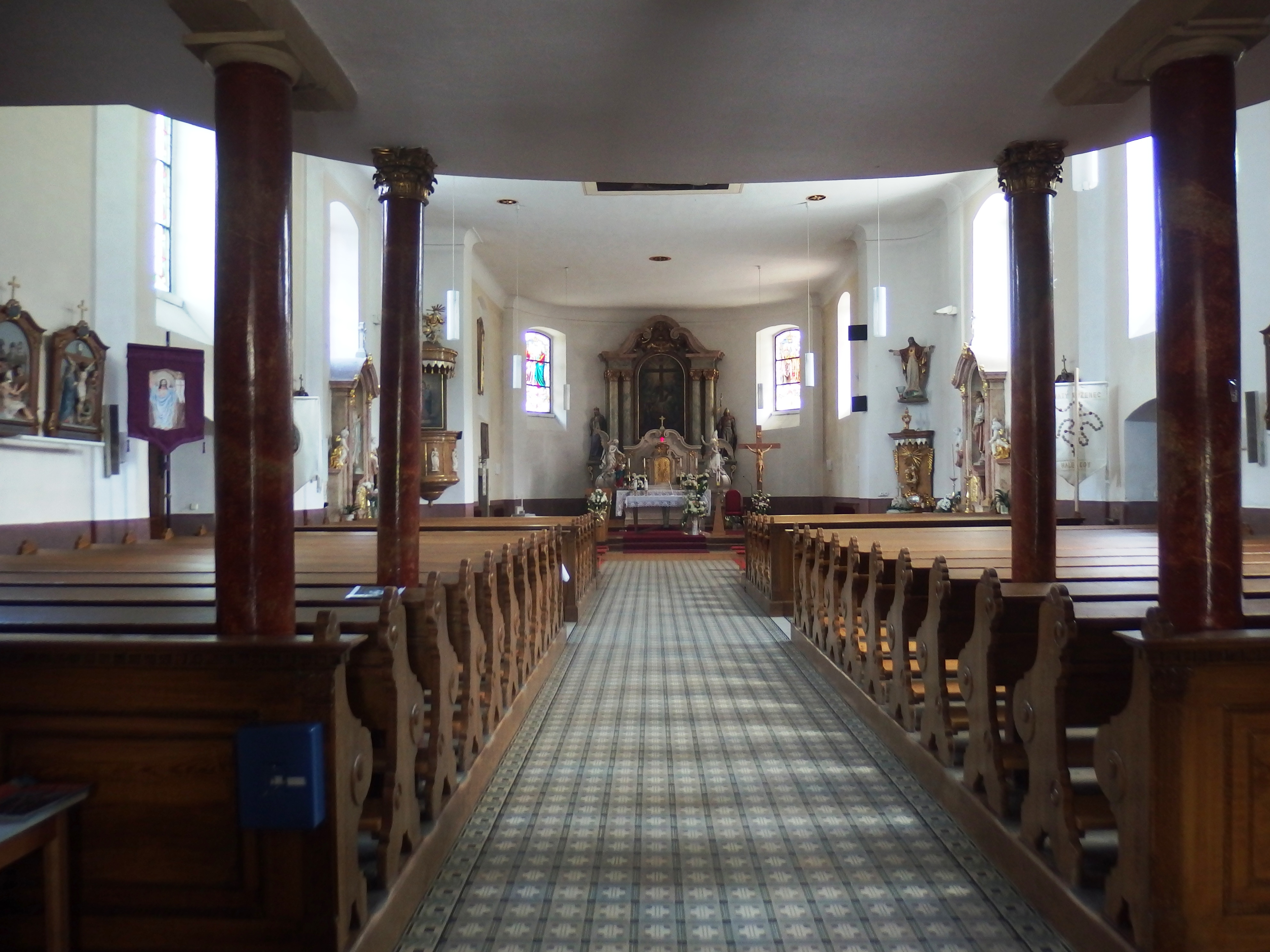
Kostel interiér
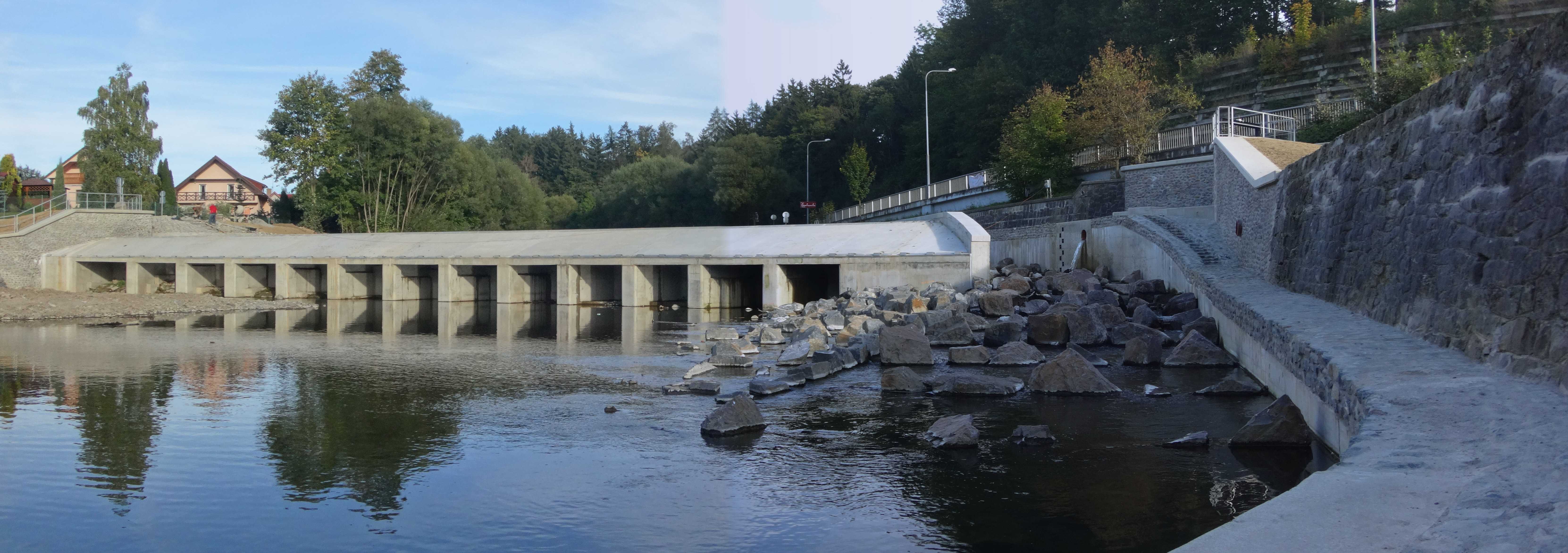
Jez po rekonstrukci
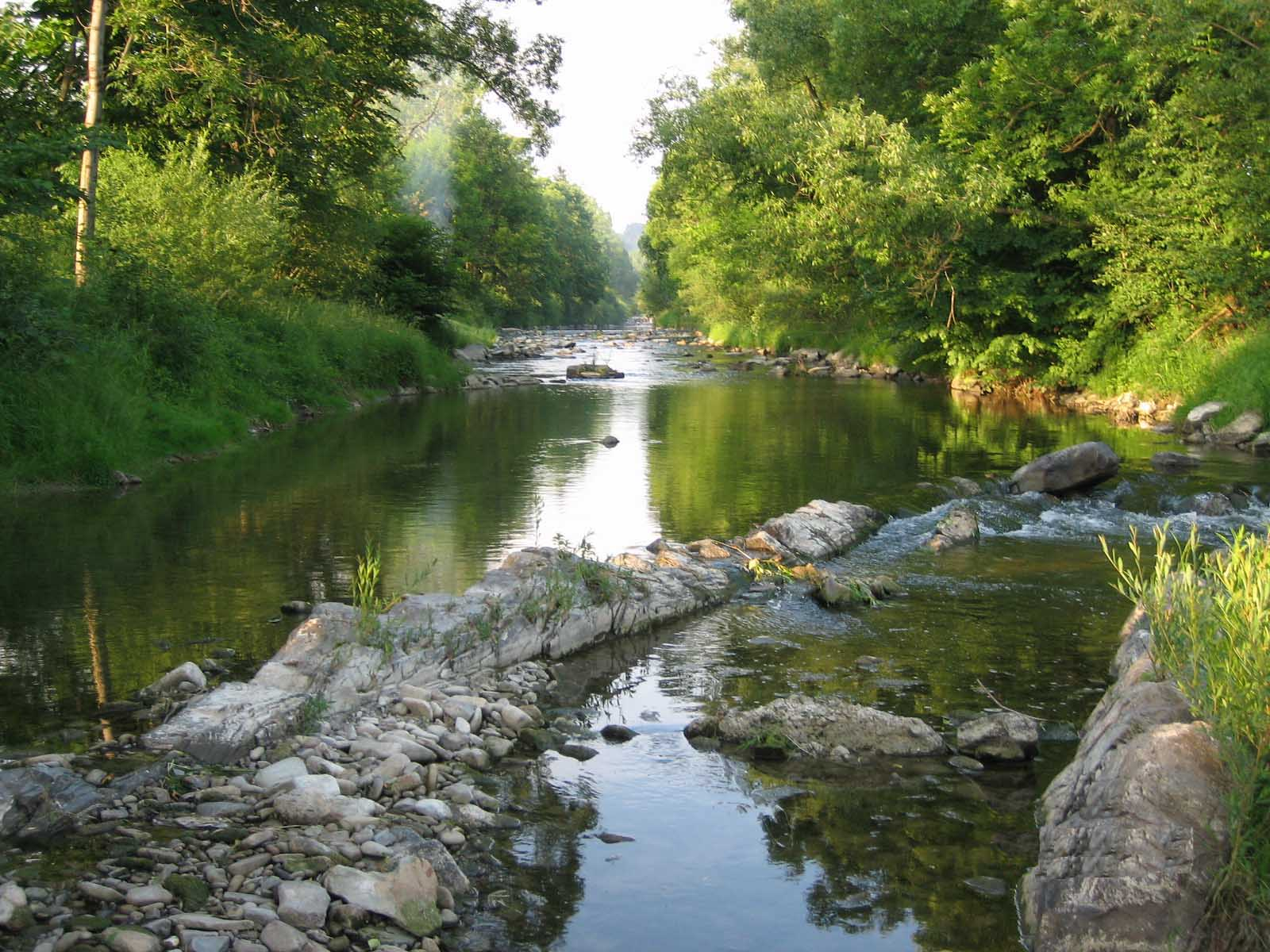
Řeka Bečva